# Combe Abbey
Combe Abbey (Cumba, auch Coombe, so der jetzige Country Park und das heute in der Anlage eingerichtete Hotel; wohl vom Britischen cwmm) ist eine ehemalige Zisterziensermönchsabtei in Brinklow rund 7 km östlich von Coventry in Warwickshire in England und 1 km nördlich der Straße A 427 nach Lutterworth.

## Geschichte

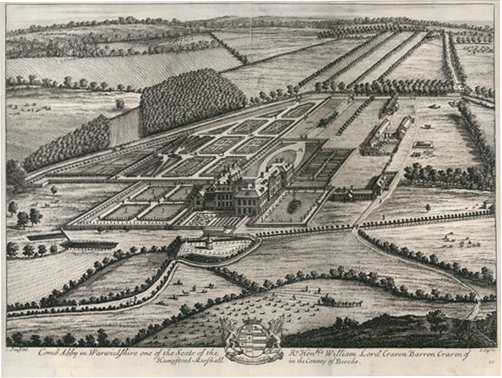
Combe Abbey im frühen 18. Jahrhundert aus Britannia Illustrata.

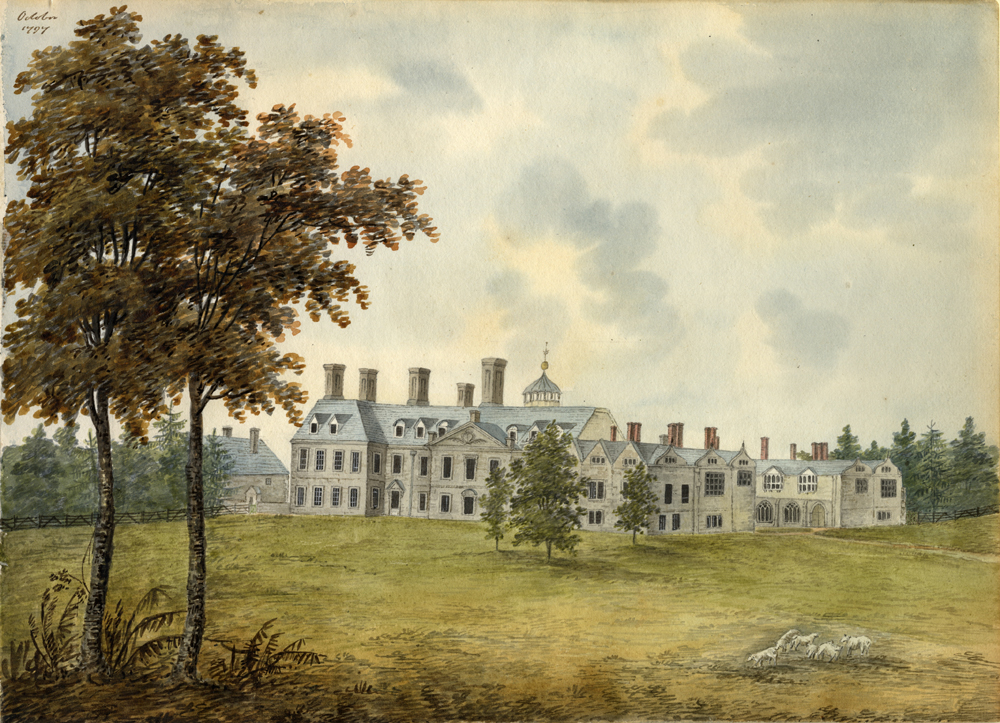
Coombe Abbey im Jahre 1797.

Das Kloster wurde im Jahr 1150 von Richard de Canville als Tochterkloster von Waverley Abbey, dem ersten Zisterzienserkloster auf den Britischen Inseln, gestiftet und gehörte damit der Filiation von Cîteaux an. Wenige Jahre später wurde nur siebeneinhalb Meilen entfernt das weitere Zisterzienserkloster Stoneleigh Abbey errichtet. Im 13. Jahrhundert gelangte das Kloster, das sich in der Schafzucht engagierte und größere Ausstattungen erhielt, zu Wohlstand, verschuldete sich aber insbesondere unter dem Abt Richard (1328–1332) im 14. Jahrhundert. 1345 wurde der Abt Geoffrey in der Abtei ermordet. 1451 wurde das Kloster überfallen. 1470 hielt sich König Edward IV. im Kloster auf. 1535 wurde das Jahreseinkommen mit 211 Pfund bewertet. 
1539 wurde das Kloster vom letzten Abt Kynner der Krone übergeben und seine Güter kamen von der Herzogin von Somerset, die sie zunächst erhalten hatte, schon 1547 an John Dudley, den Earl of Warwick. 1581 wurden die Gebäude von Sir John Harington (oder Harrington) zu einem Herrenhaus umgebaut. 1667 wurde das Haus nach Westen erweitert und von 1680 bis 1690 wurde von dem Architekten William Winde ein großer Westbereich errichtet. Die Außengelände wurden von Lancelot 'Capability' Brown gestaltet. Von 1861 bis 1864 wurden von William Eden Nesfield an der Stelle der früheren Klosterkirche ein Wassergraben (“moat”) eingerichtet und ein neuer Ostflügel um romanische Gebäudereste erbaut. Albert Joseph Moore malte die Wanddekorationen des neuen Flügels. Diese Gebäude wurden 1925 nach dem Verkauf der Anlage durch die Familie Craven im Jahr 1922 und der anschließenden Aufteilung in Baulose teilweise wieder beseitigt und der neue Eigentümer, Gray, ließ ein besser bewohnbares Gebäude errichten. 
Nach militärischer Nutzung während des Zweiten Weltkriegs und anschließender Nutzung als Wohnheim durch die General Electric Company bis in das Jahr 1964. 1966 wurde der Coombe Abbey Regional Park eröffnet, der seit 1970 Coombe Country Park heißt. Die Abteigebäude wurden ab 1971 für historische Bankette genutzt. Nach größeren Renovierungs- und Umbauarbeiten wurde 1995 das heute noch bestehende Hotel eröffnet.

## Bauten und Anlage

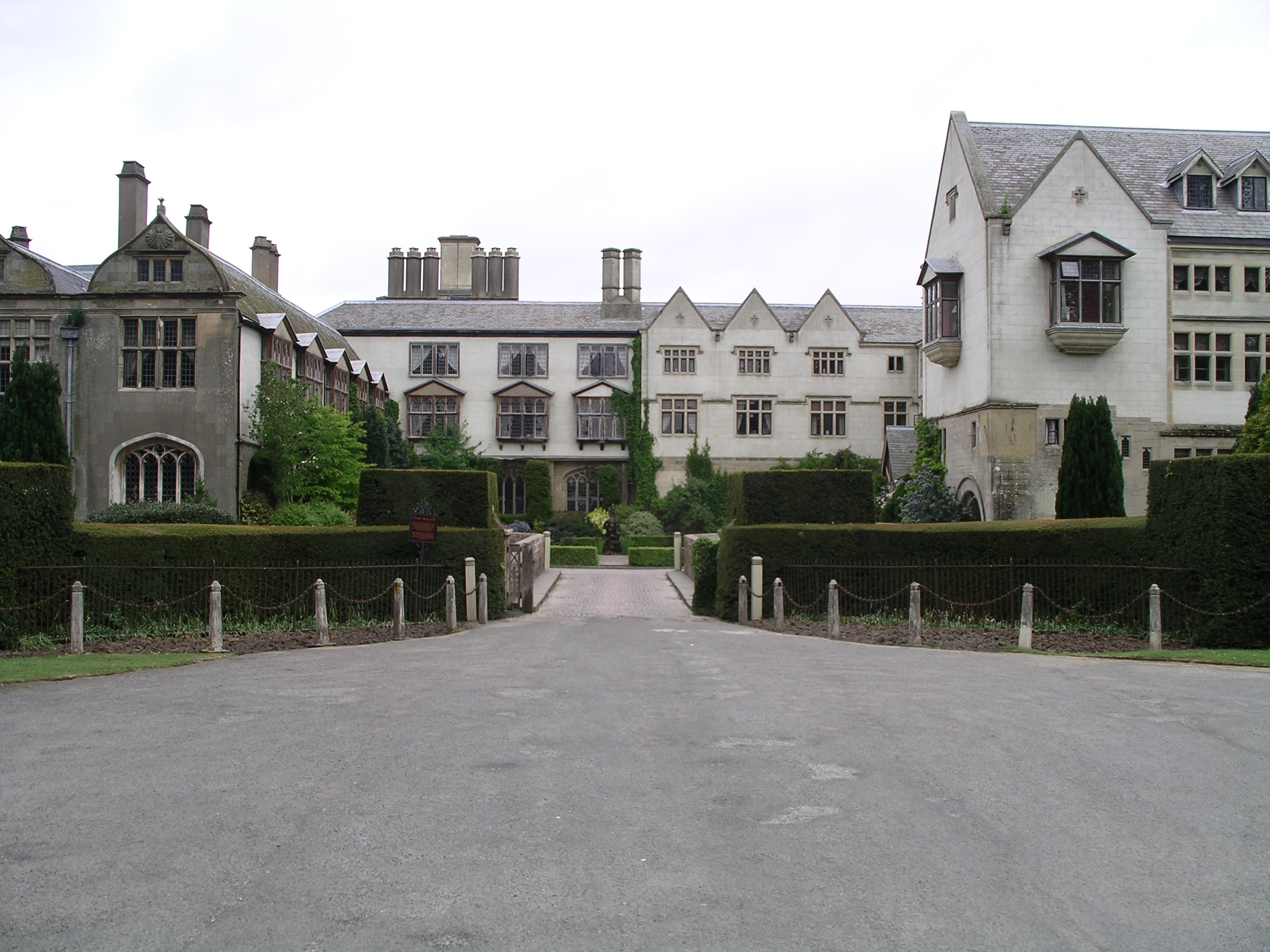
Ansicht der Gebäude von der Hauptzufahrt

Die kreuzförmige Kirche lag im Süden der Anlage, etwa an der Stelle des jetzigen Wassergrabens, das Nordquerhaus im jetzigen Ostflügel des Hauses, das eine Art Bastion in den Graben ausbildet, die Klausur nördlich davon. Der Westflügel des heutigen Hauses nimmt die Stelle des ehemaligen Konversentrakts ein. Das Refektorium lag im Norden, der Kapitelsaal im Osten. Vom Kreuzgang sind Reste im West- und Nordflügel verbaut.